# Комунистическа партия на Кюрдистан (Турция)
Комунистическа партия на Кюрдистан (на кюрдски: Partiya Komunistê Kurdistan; на турски: Kürdistan Komünist Partisi; с абревиатура: KKP) е политическа партия в Турция, основана през 1982 г. от група кюрди, членове на Комунистическата партия на труда на Турция (TKEP). В периода 1980 – 1982 г. партията има автономна организация от Кюрдистан (Kürdistan Özerk Örgütü; KÖÖ). През 1990 г. тя става независима партия. Ръководи се от Мехмет Баран.
Според партийната си програма, целта на партията е да създаде социалистическа Народна република Кюрдистан. Членове на партията, като Синан Чифтюрек са сред основателите на Партията на свободата и социализма, основана през 2011 г.